# Pringy, Haute-Savoie
Pringy är en kommun i departementet Haute-Savoie i regionen Auvergne-Rhône-Alpes i sydöstra Frankrike. Kommunen ligger i kantonen Annecy-le-Vieux som tillhör arrondissementet Annecy. År 2018 hade Pringy 4 412 invånare.

## Befolkningsutveckling
Antalet invånare i kommunen Pringy
| Referens: INSEE |